# Адольф Бродовський
Адольф Бродовський (нім. Adolf Brodowski; 30 листопада 1873, Гданськ — †?) — німецький політик, член Німецької національної народної партії (НННП).

## Біографія
Бродовський був сином дроворуба. Закінчивши початкову школу в Гданську, здобув освіту токаря. Військову службу проходив у 2-му Поморському інженерному батальйоні. Потім з 1896 року працював на Імперському суднобудівному заводі оператором токарного верстата. Незадовго після цього став керівником суднобудівного заводу. Був засновником і головою Асоціації Робітничого коледжу в Гданську.
У Вільному місті Данциг він вступив до НННП і був членом партії з 1920 по 1927 рік.